# Église Notre-Dame-du-Sacré-Cœur de Yerkalo
L'église Notre-Dame-du-Sacré-Cœur de Yerkalo, communément connue sous le nom d'église catholique de Yerkalo, appelée aussi en chinois église catholique de Yanjing et chapelle de Notre-Dame du Sacré-Cœur dans l'Histoire de la Mission du Thibet d'Adrien Launay, se trouve à Yerkalo (en tibétain : ཚ་ཁ་ལྷོ, Wylie : tsha kha lho, THL : Tsakalo ; signifiant « puits de sel »), un village situé entre 2 650 et 3 109 mètres d'altitude, à l'extrême sud du comté de Markam (préfecture de Chamdo, région autonome du Tibet, ancienne province du Kham). Cette église appartient au diocèse de Kangding.

## Histoire
Elle fut fondée en 1865 par Félix Biet et Auguste Desgodins, des missionnaires français des Missions étrangères de Paris, et consacrée à Notre-Dame du Sacré-Cœur,, patronne de la chrétienté de Yerkalo. Entraînant avec eux trente-cinq de leurs fidèles, après avoir été chassés de la première mission de Bonga, à Yerkalo, conquis par l'Empire chinois, ils s'établissent juridiquement sur quelques lopins de terre grâce à la complicité de la population et au silence des chefs indigènes. Depuis longtemps, Chinois et Tibétains se disputaient la possession des puits salins de Yerkalo, qui passa d'un côté ou de l'autre de la frontière sino-tibétaine. Finalement, en 1932, le village fut placé sous l'administration du gouvernement de Lhassa.
L'établissement d'une petite paroisse catholique au Tibet ne fut pas une mince affaire. Des heurts fréquents eurent lieu entre elle et la lamaserie de Karmda, culminant avec la mort du père Maurice Tornay en 1949,.
Pour Alexandra David-Néel, la raison des meurtres n'est pas tant la religion que le ressentiment lié à des tentatives de colonisation et de possession de terres par les missionnaires qui s'attirèrent l'animosité de la population. Ce jugement est faux car les pères des missions étrangères étaient fortement soutenus par la population locale et même par le gouverneur de Chamdo. En effet, les pères en rachetant les terres affranchissaient les fermiers et les tributaires qui jusque-là vivaient dans un statut de servage imposé par les lamaseries. Il s'agit à proprement parler de mise en esclavage sur fond de pression et d'extorsions. La présence des missionnaires fut vécue comme une véritable libération. Les lamas voyaient dans la pratique des pères un danger réel pour leur organisation féodale. Le martyre du Père Maurice Tornay au col de Choula en 1949 illustre la violence de ces derniers. Tornay est allé à la mort en pleine conscience. En effet, ayant appris après son expulsion que ses fidèles étaient terrorisés par les lamas, certains devant fuir la persécution, il voulut revenir pour les soutenir. Cet assassinat a désolé la population de Yerkalo.
En 1887, la mission fut incendiée. Au cours de la révolte de 1905 onze chrétiens sont tués.
Le père Francis Goré y fut curé de 1920 à 1930 et se consacra à l'étude de la culture tibétaine. 
Le père Victor Nussbaum, curé de Yerkalo de 1915 à 1920, puis de 1932 à 1940, est tué par des bandits tibétains le 17 septembre 1940 à Pamé.
Le père Émile Burdin (1909-1945), arrivé au Tibet en 1936, y fut curé de 1940 à 1945, avant de mourir de la fièvre typhoïde. 
Lui succéda le père Maurice Tornay (1910-1949), de la congrégation du Grand-Saint-Bernard. Bien que, selon l'un de ses biographes, il ait été soutenu par le gouverneur de Chamdo, il fut chassé par les lamas au cours d'une révolte contre les chrétiens menée par le lama-chef Gun-Akio en 1946. Parti en exil à Pamé, puis à Atzunze, il fut assassiné en juillet 1949, alors qu'il était en route pour aller plaider la cause de ses trois cents paroissiens auprès du 14e dalaï-lama. Il est enterré dans le jardin de l'église de Yerkalo. 
Selon l'historien John Bray, les soldats de l'armée communiste arrivèrent dans la région de la mission durant l'été 1950. Dans un premier temps, les missionnaires furent autorisés à continuer leur travail, mais en décembre 1950, ils furent placés en résidence surveillée à Weixi, et un peu plus d'un an plus tard, ils furent expulsés de la Chine vers Hong Kong. 
Selon l'agence Chine nouvelle, l’église ne fut rendue aux catholiques qu’en 1951, après que nombre de fidèles eurent demandé auprès du comité populaire de libération de Chamdo qu’elle leur soit restituée. L'agence de presse Églises d'Asie déclare toutefois que cette information est invérifiable en raison de la fermeture du pays après l’invasion du Tibet par l’Armée populaire de libération en 1950.
Pendant la révolution culturelle, l’église fut transformée en école primaire. Une partie de son trésor fut détruit. À la fin des années 1980, elle fut rénovée au coût de 102 000 yuans, dont 95 000 supportés par le gouvernement.
En 1999, l’église, qui était en terre, fut endommagée par un tremblement de terre. La construction de la nouvelle église commença en 2001. Elle est extérieurement de style tibétain, mais l'intérieur est d'influence européenne. 
En 2003, le diocèse de Yokohama au Japon fit don de trois cloches pour le beffroi de l'église. Elles avaient été données à une église de la ville quelque cinquante ans auparavant par des missionnaires français.
Les paroissiens, au nombre de 520 (en 2005), soit 70 % des villageois, sont pour la plupart des Tibétains et pour certains des Naxi ou des Chinoises Han ayant pris mari au village. Les baptêmes et les mariages n'ont pas lieu dans l'église.
En 1996, le premier prêtre de Yerkalo depuis le départ du dernier missionnaire en 1949, fut le père Lawrence Lu Rendi, un prêtre tibétain formé à Pékin.

## Galerie

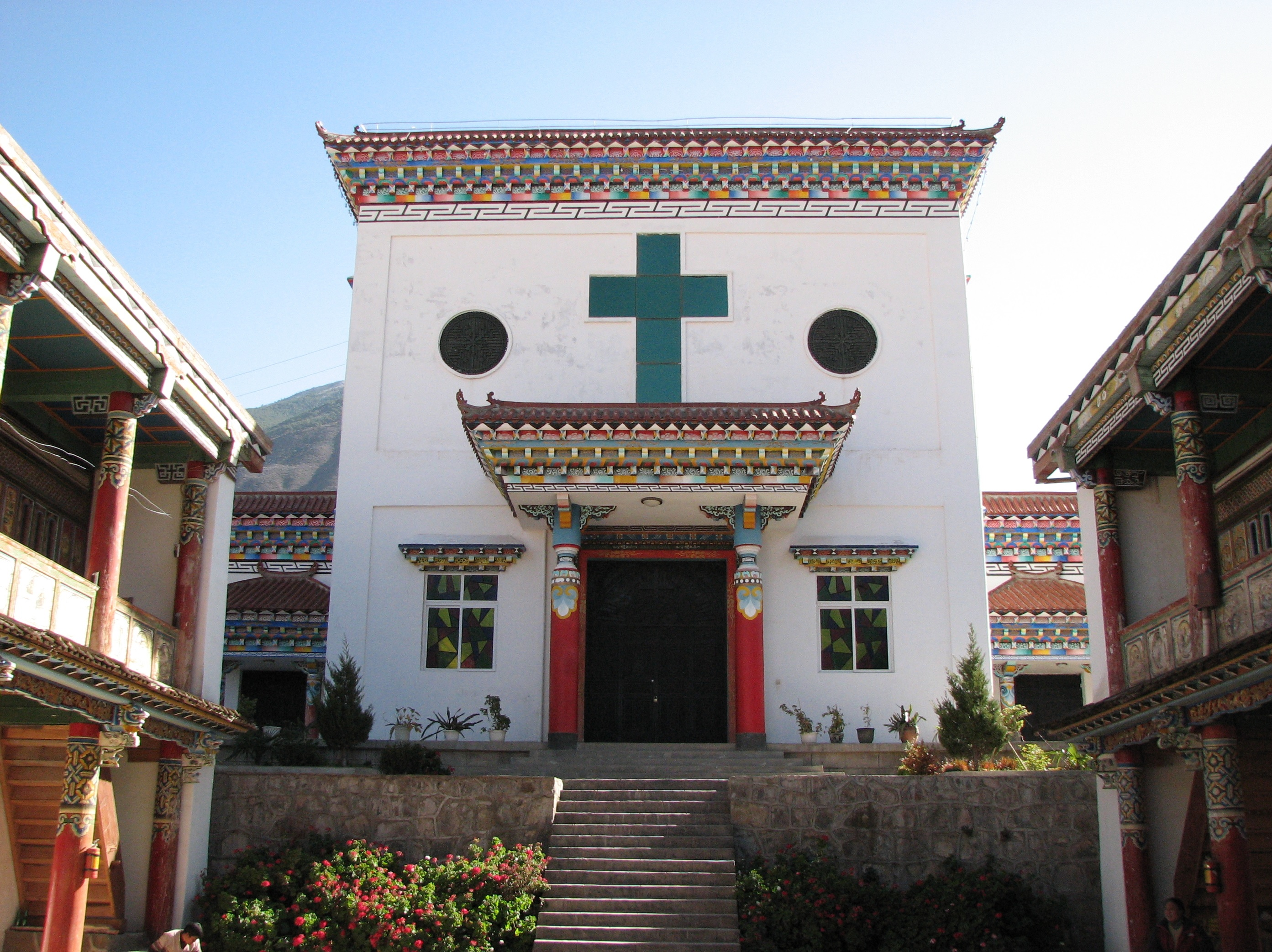
Parvis de l'église
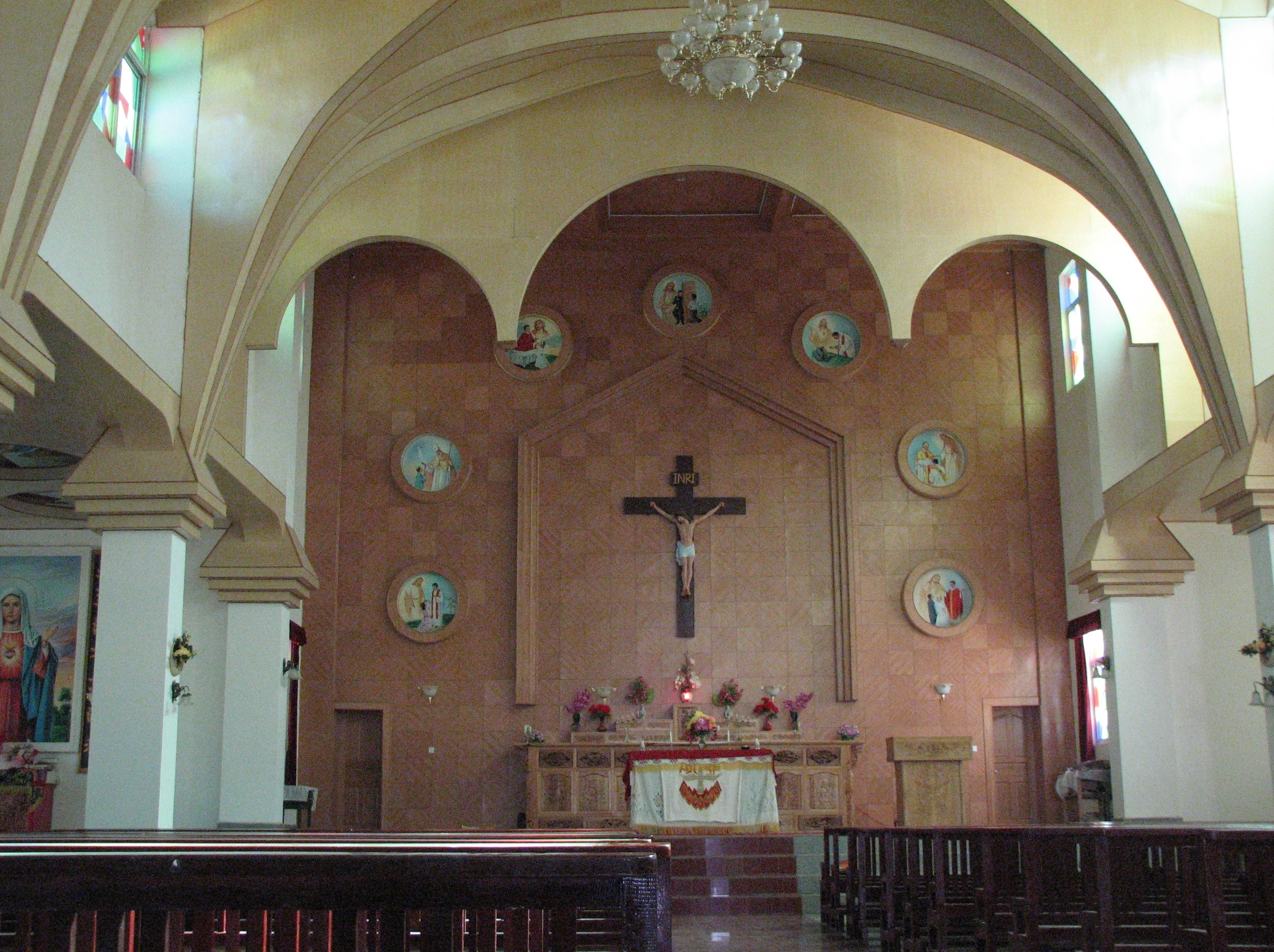
Intérieur de l'église
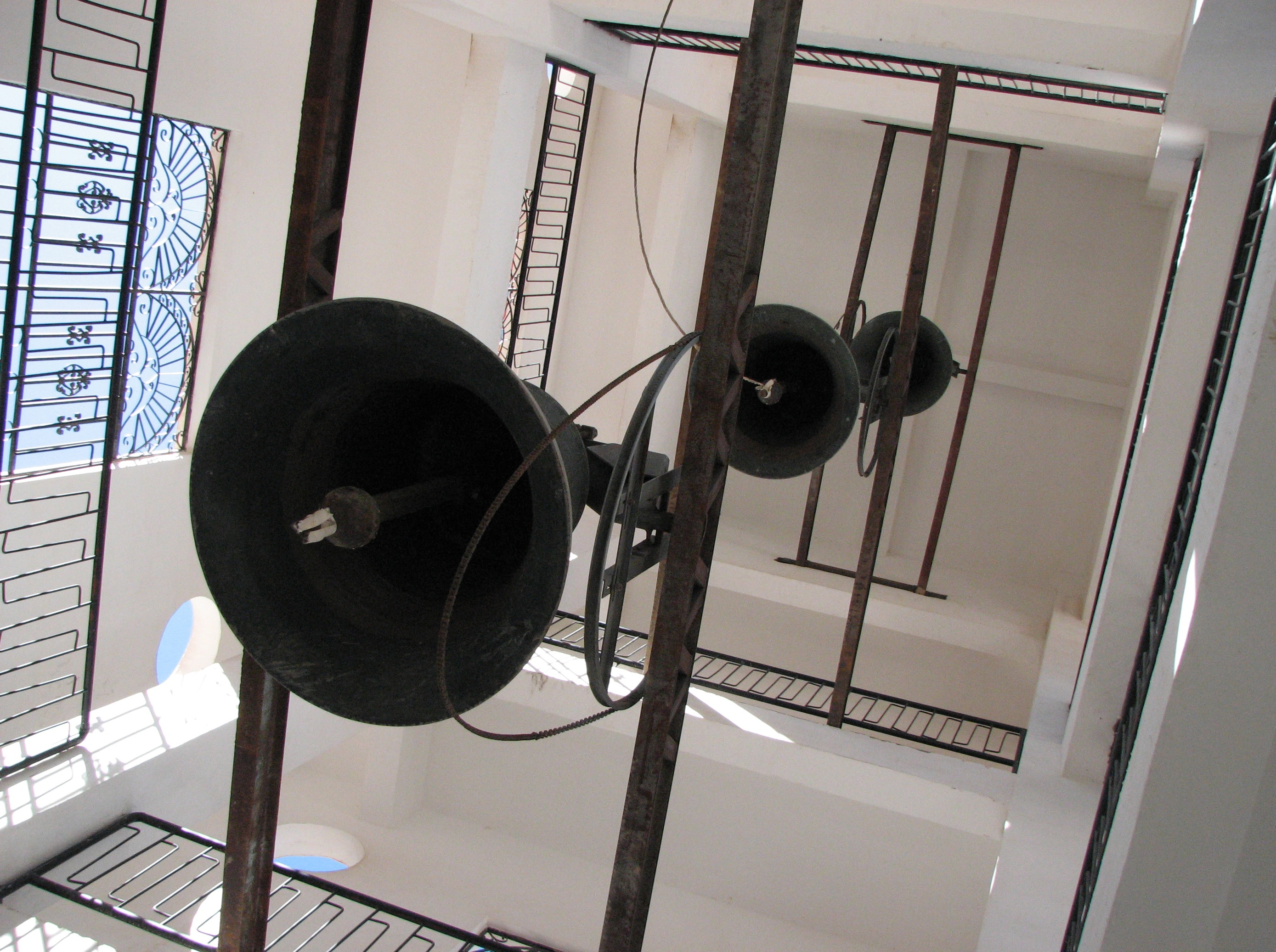
Cloches de l'église